# Tractat de Cotonou
El Tractat de Cotonou és un acord d'intercanvi comercial i d'assistència firmat el 2000 entre la Unió Europea (UE) i els 78 estats d'Àfrica, del Carib i del Pacífic (ACP) a Cotonou, Benín. Va substituir la Convenció de Lomé.
L'acord tenia un termini de 20 anys, expirant el 2020. El 15 d'abril de 2021 va signar-se un nou acord entre la UE i l'OACPS.

Grup del Carib
Grup de l'Est i Sud d'Àfrica
Grup del Pacífic
Grup de l'Oest d'Àfrica
Grup Sudafricà
Grup Centreafricà
Grup Est-africà

## Països no europeus integrants del Tractat
- Àfrica: Angola, Benín, Botswana, Burkina Faso, Burundi, Cap Verd, Camerun, República Centreafricana, Txad, Etiòpia, República del Congo, República Democràtica del Congo, Comores, la Costa d'Ivori, Eritrea, Gabon, Gàmbia, Ghana, Guinea, Guinea Bissau, Guinea Equatorial, Kenya, Lesotho, Libèria, Madagascar, Malawi, Mali, Maurici, Mauritània, Moçambic, Namíbia, Níger, Nigèria, Ruanda, São Tomé i Príncipe, Senegal, Seychelles, Sierra Leona, Somàlia, Swazilàndia, Sud-àfrica, Sudan, Togo, Tanzània, Uganda, Djibouti, Zàmbia, Zimbàbue.
- Carib: Antigua i Barbuda, Bahames, Barbados, Belize, Dominica, Grenada, Guyana, Haití, Jamaica, República Dominicana, Saint Kitts i Nevis, Saint Vincent i les Grenadines, Saint Lucia, Surinam i Trinitat i Tobago
- Pacífic: Illes Cook, Fiji, Kiribati, Illes Marshall, Estats Federats de Micronèsia, Nauru, Niue, República de Palau, Papua Nova Guinea, Samoa, Salomó, Timor Oriental, Tonga, Tuvalu i Vanuatu.